# Michael Green (sceneggiatore)
Michael Green (Mamaroneck, 18 febbraio 1973) è uno sceneggiatore e produttore televisivo statunitense.

## Biografia
Ad inizio della sua carriera ha scritto episodi per le serie televisive Smallville, Everwood e Heroes. Nel 2009 è ideatore e produttore esecutivo della serie televisiva Kings della NBC. Nel 2011 è co-sceneggiatore, assieme a Greg Berlanti, Marc Guggenheim e Michael Goldenberg, di Lanterna Verde, basato sull'omonimo personaggio DC Comics. L'anno successivo lavora come sceneggiatore e produttore esecutivo della serie televisiva The River.
Green ha lavorato anche nel campo dei fumetti. Ha scritto Batman: Lovers and Madmen per la DC Comics, in seguito ha scritto sempre per la DC Comics Superman/Batman, a partire dal numero 44. Assieme a Bryan Fuller è ideatore, showrunner e produttore esecutivo della serie televisiva American Gods, basata sull'omonimo romanzo di Neil Gaiman.
Green è co-sceneggiatore di due film in uscita nel 2017; Logan: The Wolverine di James Mangold e Blade Runner 2049 di Denis Villeneuve.

## Filmografia

### Sceneggiatore

#### Cinema
- Lanterna Verde (Green Lantern), regia di Martin Campbell (2011)
- Logan: The Wolverine (Logan), regia di James Mangold (2017)
- Blade Runner 2049, regia di Denis Villeneuve (2017)
- Assassinio sull'Orient Express (Murder on the Orient Express), regia di Kenneth Branagh (2017)
- Il richiamo della foresta (The Call of the Wild), regia di Chris Sanders (2020)
- Jungle Cruise, regia di Jaume Collet-Serra (2021)
- Assassinio sul Nilo (Death on the Nile), regia di Kenneth Branagh (2022)
- Assassinio a Venezia (A Haunting in Venice), regia di Kenneth Branagh (2023)

#### Televisione
- Sex and the City – serie TV, 1 episodio (1998)
- Cupid – serie TV, 2 episodi (1998)
- Smallville – serie TV, 7 episodi (2001-2002)
- Everwood – serie TV, 14 episodi (2002-2005)
- Heroes – serie TV, 3 episodi (2007)
- Kings – serie TV, 12 episodi (2009)
- The River – serie TV, 4 episodi (2012)
- American Gods – serie TV (2017)
- Blue Eye Samurai - serie TV (2023)

### Produttore
- Smallville – serie TV (2001-2002)
- Jack & Bobby – serie TV (2004-2005)
- Everwood – serie TV (2002-2005)
- Heroes – serie TV (2006-2007)
- Kings – serie TV (2009)
- The River – serie TV (2012)
- American Gods – serie TV (2017)

## Riconoscimenti
- 2018 – Premio Oscar[1]
  - Candidatura per la migliore sceneggiatura non originale per Logan – The Wolverine